# ریچارد بیچم (اسقف)
ریچارد بیچم (انگلیسی: Richard Beauchamp؛ – ۱۸ اکتبر ۱۴۸۱) یک کشیش بود. وی یک اسقف قورن وسطی از هرفورد و اسقف سالیزبوری بود، بیچم فرزند والتر بیچم، رئیس مجلس عوام انگلستان در سال ۱۴۱۶ و از دانش‌آموختگان آکسفورد بود، پس از خدمت به عنوان معاون اسقف از سوفولک در سال ۱۴۴۱ برگزیده شد، عمده شهرت بیچم به دلیل ملاقاتش از هرفورد در تاریخ ۴ دسامبر ۱۴۴۸ و رسیدن به عنوان اسقفی در تاریخ ۹ فوریه ۱۴۴۹ است.